# سواد فیلکوویچ
سواد فیلکوویچ (انگلیسی: Suad Fileković؛ زادهٔ ۱۶ سپتامبر ۱۹۷۸) یک بازیکن فوتبال اهل اسلوونی است.
وی همچنین در تیم ملی فوتبال اسلوونی بازی کرده‌است.